# إيفيشين أليس
إيفيشين أليس (بالإنجليزية: Eviation Alice) هي طائرة كهربائية مقترحة، صممت لتستوعب 9 ركاب و2 طاقم.حالياً هي تحت التطوير.يتكون 95% من جسم الطائرة من مادة مؤلفة،ويتم تشغيل الطائرة من قبل 3 محركات كهربائية، ولها ذيل على شكل حرف T.

## التطوير
تأسست شركة إيفيشين في عام 2015 على يد عمر بار يوهاي وعمري ريغيف وأفيف تسيدون. مكنت شراكات تقاسم المخاطر العمل من المضي قدما.
في فبراير 2018 ، تم إطلاق طائرة بدون طيار نموذج مصغر وزنه 650 رطلاً (290 كجم) للتحقق من الديناميكا الهوائية وضوابط الطيران. تم اختيار Kokam لتزويد بطاريات الليثيوم بوليمر الحقيبة لتشغيل النموذج الأولي على نطاق واسع. بدأ العمل في نظام الطاقة وقطار القيادة. تعاونت إيفيشين مع جامعة Embry-Riddle للطيران (ERAU) لإطلاق برنامج بحث وتطوير في ربيع عام 2019 في حرم جامعة إيراو بريسكوت بولاية أريزونا. سيركز البرنامج على تحليل الأداء والتحقق من الصحة والاختبار ، جنبًا إلى جنب مع التصميم الأولي والاختبار على نطاق فرعي لمفاهيم تصميم الدفع الكهربائي وهياكل الطائرات في المستقبل.
بحلول أوائل عام 2019 ، حصلت إيفيشين على استثمار بقيمة 200 مليون دولار لتغطية الشهادات والإنتاج بينما تم تجميع النموذج الأولي الأول في فان ، شمال غرب فرنسا. في أبريل 2019 ، اختار إيفيشين محركات MagniX Magni250s 375 shp (280 كيلوواط) التي تدور بسرعة 1900 دورة في الدقيقة كخيار طاقة بديل لمحركات سيمنز التي تبلغ قوتها 260 كيلو وات.
في يونيو 2019 معرض باريس الجوي ، تم عرض أليس بالحجم الكامل ثابتة. تم الإعلان عن أول عميل لشركة الطيران: هيانيس ، كيب إير ومقرها ماساتشوستس. طلبت شركة كيب إير 92 طائرة ، بسعر 4 ملايين دولار لكل طائرة. استحوذ المستثمر في MagniX Clermont Group من سنغافورة على 70٪ من طائرات إيفيشين في أغسطس 2019. [12] بحلول أكتوبر 2019 ، تم طلب أكثر من 150 طائرة أليس من قبل شركتين أمريكيتين. كان لا يزال هناك حاجة لمزيد من الاستثمار بمبلغ 500 مليون دولار لبدء الإنتاج التسلسلي.
في 22 يناير 2020 ، اندلع حريق ودمر النموذج الأولي. [14] [15] لم يصب أحد. اندلع حريق في حجرة بطارية تحت الأرضية تقع في «منطقة المشغل / الركاب». في 18 مايو 2020 ، أعلنت شركة GKN أيروسبيس عن شراكتها مع إيفيشين في تصميم وتصنيع الجناح ، والذيل ونظام ربط الأسلاك الكهربائية لهياكل طائرات Alice اللاحقة. بحلول كانون الأول (ديسمبر) 2020 ، توقعت شركة إيفيشين أن تطير بتصميم أليس المعدل في عام 2021 ، مع نقل محركات طرف الجناح ، قبل الحصول على الشهادة في النصف الثاني من عام 2023.
في يوليو 2021 ، كشفت شركة إيفيشين النقاب عن التكوين المحدث مع ذيل على شكل حرف T ومحركات طاقة Magni650 بقوة 850 حصان (634 كيلوواط) على كل جانب من جسم الطائرة الخلفي ، بهدف القيام برحلة أولى في نفس العام. يجب أن تنطلق بسرعة 220 عقدة (407 كم / ساعة ، أقل من 240 عقدة) ، ولديها نطاق 440 نمي ، 100 نمي (185 كم) أقل من السابق ، تعمل ببطارية ليثيوم أيون 820 كيلو وات في الساعة تزن 3720 كجم (8200 رطل) ، أقل من بطارية 920 كيلووات في الساعة التي تزن 3600 كجم ، سيكون لها أقصى وزن للإقلاع يبلغ 6350 كجم ، انخفاضًا من 6668 كجم ، وسقف ارتفاع يبلغ 32000 قدمًا وحمولة قصوى تبلغ 1134 كجم.
1. ↑  وصلة مرجع: https://www.flightglobal.com/airframers/eviations-alice-gets-airborne-for-first-time/150347.article.
2. 1 2 3 4 5 6  وصلة مرجع: https://www.eviation.com/aircraft/.